# Манчестер (Айова)
Манчестер (англ. Manchester) — місто (англ. city) в США, в окрузі Делавер штату Айова. Населення — 5065 осіб (2020).

## Географія
Манчестер розташований за координатами 42°29′7″ пн. ш. 91°27′17″ зх. д. / 42.48528° пн. ш. 91.45472° зх. д. (42.485350, -91.454856).  За даними Бюро перепису населення США в 2010 році місто мало площу 12,15 км², з яких 12,11 км² — суходіл та 0,04 км² — водойми.

## Демографія
Згідно з переписом 2010 року, у місті мешкало 5179 осіб у 2199 домогосподарствах у складі 1391 родини. Густота населення становила 426 осіб/км².  Було 2341 помешкання (193/км²).
Расовий склад населення:
| - 97,7 % — білих - 0,6 % — чорних або афроамериканців - 0,4 % — азіатів - 0,3 % — корінних американців |

До двох чи більше рас належало 0,8 %. Частка іспаномовних становила 0,9 % від усіх жителів.
За віковим діапазоном населення розподілялося таким чином: 24,9 % — особи молодші 18 років, 55,0 % — особи у віці 18—64 років, 20,1 % — особи у віці 65 років та старші. Медіана віку мешканця становила 41,1 року. На 100 осіб жіночої статі у місті припадало 90,1 чоловіків;  на 100 жінок у віці від 18 років та старших — 85,6 чоловіків також старших 18 років.
Середній дохід на одне домашнє господарство  становив 55 961 долар США (медіана — 45 616), а середній дохід на одну сім'ю — 68 458 доларів (медіана — 65 543). Медіана доходів становила 45 825 доларів для чоловіків та 35 357 доларів для жінок. За межею бідності перебувало 16,8 % осіб, у тому числі 26,0 % дітей у віці до 18 років та 11,6 % осіб у віці 65 років та старших.
Цивільне працевлаштоване населення становило 2562 особи. Основні галузі зайнятості: виробництво — 27,2 %, освіта, охорона здоров'я та соціальна допомога — 24,9 %, роздрібна торгівля — 12,5 %, мистецтво, розваги та відпочинок — 8,3 %.